# 佩爾尼察河
49°37′29″N 21°57′04″E / 49.6246°N 21.9510°E

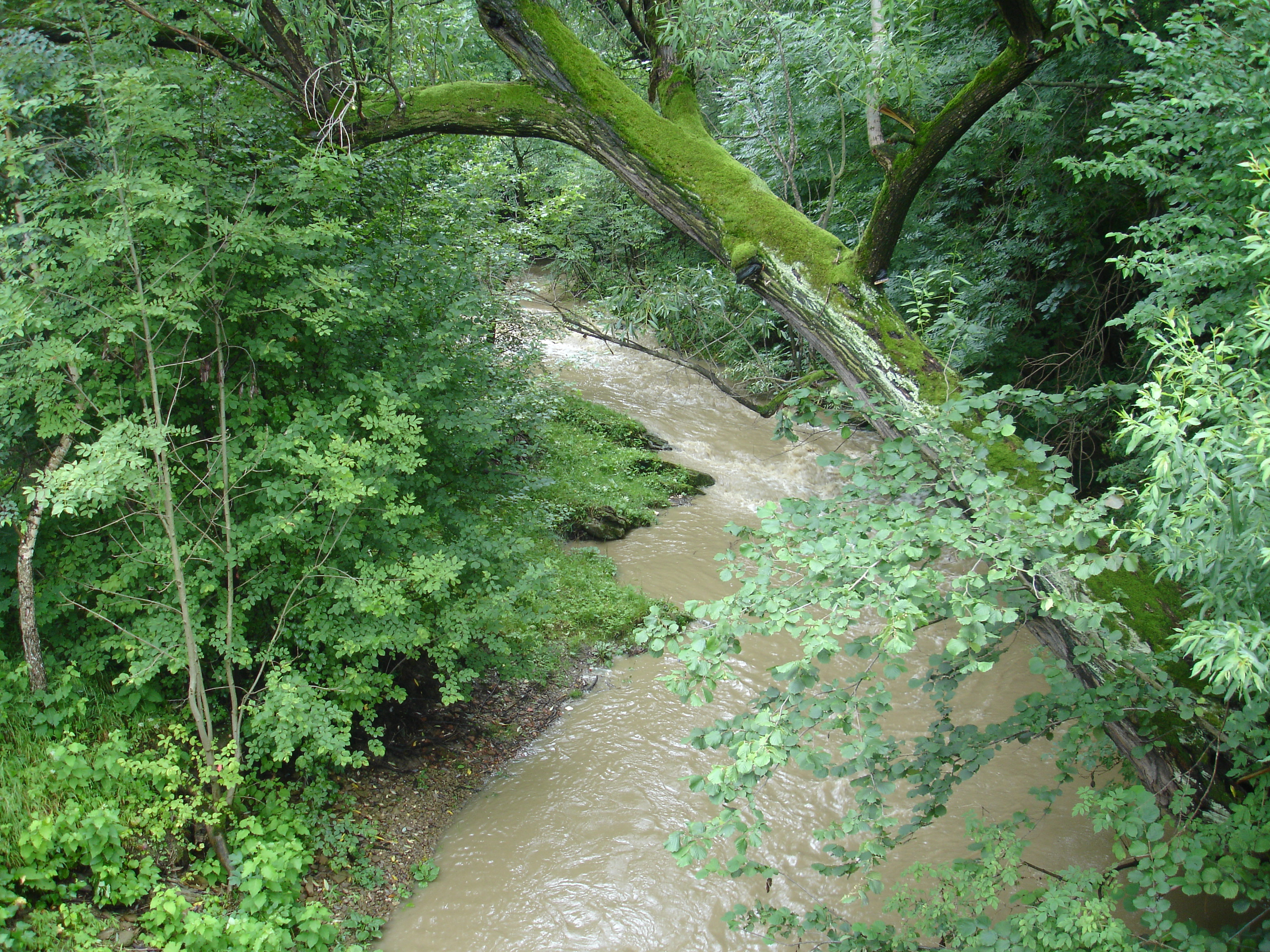

佩爾尼察河是波蘭的河流，位於該國南部，處於喀爾巴阡山省，屬於維斯沃克河的右支流，河道全長63公里，流域面積940平方公里，發源自別什恰迪山脈。